# Όrοs Piliο
Όrοs Piliο este o arie protejată (arie de protecție specială avifaunistică — SPA) din Grecia întinsă pe o suprafață de 35.711,14 ha, integral pe uscat.

## Localizare
Centrul sitului Όrοs Piliο este situat la coordonatele 39°25′15″N 23°04′12″E / 39.420839°N 23.069901°E.

## Înființare
Situl Όrοs Piliο a fost declarat arie de protecție specială avifaunistică în martie 2010 pentru a proteja 42 de specii de animale.

## Biodiversitate
Situată în ecoregiunea mediteraneană, aria protejată nu include niciun habitat protejat.
La baza desemnării sitului se află mai multe specii protejate de  păsări (42): uliu cu picioare scurte (Accipiter brevipes), fluierar de munte (Actitis hypoleucos), pescăruș albastru (Alcedo atthis), fâsă-de-câmp (Anthus campestris), lăstunul mare (Apus apus), stârc cenușiu (Ardea cinerea), buha (Bubo bubo), șorecarul comun (Buteo buteo), fugaci mic (Calidris minuta), caprimulg (Caprimulgus europaeus), șerpar (Circaetus gallicus), erete vânăt (Circus cyaneus), erete alb (Circus macrourus), acvilă țipătoare (Clanga clanga), lebădă de vară (Cygnus olor), lăstun de casă (Delichon urbicum), ciocănitoare cu spate alb (Dendrocopos leucotos), ciocănitoare neagră (Dryocopus martius), egretă mică (Egretta garzetta), Emberiza caesia, presură de grădină (Emberiza hortulana), Falco eleonorae, șoim călător (Falco peregrinus), muscar-gulerat (Ficedula albicollis), Ficedula semitorquata, piciorong (Himantopus himantopus), rândunică (Hirundo rustica), stârc pitic (Ixobrychus minutus), sfrâncioc roșiatic (Lanius collurio), Lanius nubicus, Leiopicus medius, prigoare (Merops apiaster), codobatura galbenă (Motacilla flava), grangur (Oriolus oriolus), viespar (Pernis apivorus), Phalacrocorax aristotelis desmarestii, lăstun de mal (Riparia riparia), chiră de baltă (Sterna hirundo), turturică (Streptopelia turtur), Tachymarptis melba, fluierar de mlaștină (Tringa glareola), fluierarul cu picioare roșii (Tringa totanus).
Pe lângă speciile protejate, pe teritoriul sitului au mai fost identificate 15 specii de plante, 3 specii de păsări.